# Virtual Router Redundancy Protocol
Il Virtual Router Redundancy Protocol (VRRP)  è un protocollo per le reti di calcolatori che fornisce (agli host presenti sulla rete) l'assegnamento automatico dei router IP disponibili. Questo incrementa la disponibilità e l'affidabilità delle rotte tramite una selezione automatica del gateway predefinito per le sottoreti destinazione.
Questo è reso possibile dalla creazione di router virtuali, che sono una rappresentazione astratta di un insieme di router, es. master e backup router, che opera come un gruppo. Il default router assegnato ad un host è il router virtuale, non il router fisico. Se il router fisico che sta attualmente instradando si rompesse, un altro router fisico verrebbe selezionato per rimpiazzarlo. Il router fisico che sta inoltranto i pacchetti in un dato istante è detto master router.
VRRP fornisce informazioni sullo stato di un router, non sulle rotte processate e scambiate da quel router.  Ogni istanza di VRRP è limitata, nello scope, a una singola sottorete. Il protocollo non pubblica le rotte IP al di fuori della sottorete di pertinenza né influenza la routing table in alcun modo. VRRP può essere usato su reti Ethernet, MPLS e token ring sia IPv4, che IPv6.